# Micrapion punctulatum
Micrapion punctulatum is een vliesvleugelig insect uit de familie Leucospidae. De wetenschappelijke naam is voor het eerst geldig gepubliceerd in 1974 door Boucek.